# Дунстан (архиепископ Кентерберийский)
Дунста́н (др.-англ. Dūnstān, лат. Dunstanus, англ. Dunstan; 909—19 мая 988) — английский святой, епископ Ворчестера (Вустера) (957—959) и Лондона (958—959), архиепископ Кентерберийский (959—988). В Русской православной церкви память совершается в Третью неделю по Пятидесятнице, в день празднования Собора Британских и Ирландских святых.

## Биография
Дунстан был знатного происхождения, воспитывался при монастыре в Гластонбери, где позже был монахом и настоятелем.
Король Англии Эдмунд сделал Дунстана своим министром, а затем — аббатом Гластонбери. Король Эдред, наследник Эдмунда, доверил ему финансовое управление страной. При короле Эдвиге Дунстан, как строгий моралист был изгнан из страны во Фландрию, но через некоторое время смог вернуться, так как короля сместили с трона. Новый король Англии Эдгар вернул Дунстана к двору. Сначала он даровал бывшему изгнанику должность епископа Ворчестера, затем Лондона, а потом и архиепископа Кентерберийского. В качестве советника Дунстан хорошо руководил страной и в то же время с настойчивостью продвигал церковную реформу. Много внимания уделял образованию.
После того, как Эдгар скончался в 975 году, Дунстан поддержал его старшего сына Эдуарда, который и стал королём. Но через три года Эдуард был отравлен (зарезан). На престол вступил его брат Этельред II Неразумный, но Дунстан ушёл с должности и удалился от двора.
Обстоятельства жизни, церковная деятельность и духовные подвиги святого Дунстана рано сделались предметом внимания для средневековых агиографов, в частности, Аделарда Гентского (начало XI века) и Осберна Кентерберийского (вторая половина XI века).
Почитается как покровитель кузнецов и ювелиров. Согласно поверью, прищемил нос дьяволу кузнечными щипцами, когда тот искушал его.

## В литературе и искусстве
- В романе Густава Майринка «Ангел западного окна» со святым Дунстаном связаны алхимические реликвии — белый и красный шары из слоновой кости и книга.
- В сборнике Стихотворения Матушки Гусыни есть четверостишие про святого Дунстана.